# Ignacio Carrión Hernández
Ignacio Carrión Hernández (Sant Sebastià, 6 de setembre de 1938 - València, 8 d'octubre de 2016) fou un escriptor i periodista espanyol.

## Biografia
Carrión va néixer a Sant Sebastià (Guipúscoa), el 1938, per circumstàncies de la Guerra Civil. La seva família era originària de València. Va estudiar Periodisme a la Universitat de València, ciutat en la qual va regentar, durant la dictadura franquista, la llibreria «Lope de Vega». Va ser redactor de l'Agència EFE a Londres, cap d'Informació al setmanari Blanco y Negro, corresponsal del diari ABC a Londres i corresponsal de Cambio 16 a Washington DC. Finalment, va ser enviat especial del diari El País per tot el món, fins a la seva jubilació, l'any 2003. Col·laborà en la secció de llibres de l'edició en castellà de Le Monde Diplomatique, a Revista de Occidente i a Pasajes del Pensamiento Contemporáneo (Universitat de València). Divorciat i pare de tres fills, des de 1994 va estar casat amb Chus Duato.

## Obra
D'entre la seva obra, tant de ficció com de no-ficció, destaquen els següents títols:

### Novel·les
- El milagro (1990)
- Cruzar el Danubio (1995)
- Desahucio (1996)
- Tomates para mi viejo (2012)

### Reculls de contes
- Klaus ha vuelto (1992)
- Diario de un vendedor de Olivos en Manhattan (2006)
- Pobres mujeres (2010)
- Desde Cabo de Gata (2011)

### No-ficció
- Querido señor Dios... (1976)
- Querido señor Rey... (1976)
- Madrid, ombligo de España (1984)
- De Moscú a Nueva York (1989)
- Alabado sea yo (1998)
- La hierba crece despacio (1961-2001)
- India, vagón 14-24 (2008)
- Buscando a Marilyn (2008)
- Diarios (2011-2015)

## Premis
- 1995: Premi Nadal de novel·la per Cruzar el Danubio.[6]